# Эбису (станция, Токио)
Станция Эбису (яп. 恵比寿駅 эбису эки) — железнодорожная станция, расположенная в специальном районе Сибуя, Токио. На станции установлены автоматические платформенные ворота.

## История
Станция была построена в 1901 году, как грузовая, и получила имя находившейся здесь пивоварни, для нужд которой она и строилась.
В 1906 году открывается и пассажирская станция, открывая сообщение со станциями «Японской национальной железной дороги» (JNS).
12 октября 1909 года начинается сообщение по линии Яманотэ.
24 мая 1945 года во время Второй мировой войны станция была практически полностью сожжена.
25 марта 1964 года открыта вторая станция — для линии токийского метро Хибия.
15 ноября 1982 года была закрыта грузовая станция пивоварни.
18 мая 2001 года на станции была введена оплата картами Suica.
1 декабря 2001 года запущена линия Сёнан-Синдзюку.
1 декабря 2002 года станция начала принимать поезда линии Сайкё.
18 мая 2007 года на станции была введена оплата картами PASMO.

## Линии
- East Japan Railway Company (JR East)
  - Линия Яманотэ
  - Линия Сайкё
  - Линия Сёнан-Синдзюку
- Tokyo Metro
  - Линия Хибия

## JR

### Планировка станции
Две платформы островного типа и 4 пути.
| 1 | ■ Линия Яманотэ (внешний круг)                               | Сибуя ・ Синдзюку ・ Икэбукуро           |  |
| 2 | ■ Линия Яманотэ (внутренний круг)                            | Синагава ・ Токио ・ Уэно                |  |
| 3 | ■Линия Сайкё                                                 | Синдзюку ・ Икэбукуро ・ Акабанэ ・ Омия |  |
| 3 | ■Линия Сёнан-Синдзюку (сквозное сообщение с линией Уцуномия) | Омия ・ Ояма ・ Уцуномия                 |  |
| 3 | ■Линия Сёнан-Синдзюку (сквозное сообщение с линией Такасаки) | Омия ・ Кумагая ・ Такасаки ・ Маэбаси   |  |
| 4 | ■Линия Сайкё                                                 | Осаки ・(Линия Ринкай) Син-Киба          |  |
| 4 | ■Линия Сёнан-Синдзюку (сквозное сообщение с линией Токайдо)  | Иокогама ・ Офуна ・ Хирацука ・ Одавара |  |
| 4 | ■Линия Сёнан-Синдзюку (сквозное сообщение с линией Йокосука) | Йокосука ・ Офуна ・ Камакура ・ Дзуси   |  |

## Tokyo Metro

### Планировка станции
Две платформы бокового типа и 2 пути.
| 1 | ○ Линия Хибия | Нака-Мэгуро ・(Линия Тоёко) Хиёси ・ Кикуна                     |
| 2 | ○ Линия Хибия | Гиндза ・ Уэно ・ Кита-Сэндзю ・(Линия Исэсаки) Тобу-Добуцукоэн |

## Близлежащие станции
| «                                 |               | Линия          |               | »             |
| JR East                           | JR East       | JR East        | JR East       | JR East       |
| Линия Яманотэ                     | Линия Яманотэ | Линия Яманотэ  | Линия Яманотэ | Линия Яманотэ |
| --------------------------------- | ------------- | -------------- | ------------- | ------------- |
| Сибуя                             | Сибуя         | -              | Мэгуро        | Мэгуро        |
| Линия Сайкё                       |               |                |               |               |
| Сибуя                             | Сибуя         | Local          | Осаки         | Осаки         |
| Сибуя                             | Сибуя         | Rapid          | Осаки         | Осаки         |
| Сибуя                             | Сибуя         | Commuter Rapid | Осаки         | Осаки         |
| Shōnan-Shinjuku Line              |               |                |               |               |
| Сибуя                             | Сибуя         | Local          | Осаки         | Осаки         |
| Сибуя                             | Сибуя         | Rapid          | Осаки         | Осаки         |
| Special Rapid: не останавливается |               |                |               |               |
| Tokyo Metro                       |               |                |               |               |
| Линия Хибия (H-02)                |               |                |               |               |
| Нака-Мэгуро (H-01)                |               | -              |               | Хироо (H-03)  |